# ビントゥル空港
ビントゥル空港 （ビントゥルくうこう； マレー語: Lapangan Terbang Bintulu; 英語: Bintulu Airport）とは、マレーシアのサラワク州ビントゥルにある空港である。

## 概要
ビントゥル中心部から南南西へ約23kmに位置する。
- 航空管制：マレーシア民間航空局
- 運用時間 (MST) ：6:45 - 20:15
- ILS：カテゴリー I （17のみ）

本空港の位置するサラワク州は独自の入出国審査を実施しているため、サラワク州以外のマレーシアとの発着には自国民であってもサラワク州の入出境審査が行われる。

## 就航航空会社と就航都市

### 国内線
| 航空会社       | 就航地 |
| -------------- | --- |
| マレーシア航空 | クチン国際空港（サラワク州クチン） クアラルンプール国際空港（クアラルンプール）                                                 |
| エアアジア     | クチン国際空港（サラワク州クチン） クアラルンプール国際空港（クアラルンプール）                                                 |
| MASwings       | クチン国際空港（サラワク州クチン）、ミリ空港（サラワク州ミリ）、シブ空港（サラワク州シブ） コタキナバル国際空港（コタキナバル） |